# Fujian Sturgeons
Actualités
Les Fujian SBS Xunxing Sturgeons, ou Fujian Xunxing, ou Fujian SBS sont une équipe de basket-ball professionnelle jouant la Chinese Basketball Association (CBA), basée à Jinjiang, à Quanzhou, de Fujian. Le "SBS" reflète le parrainage de la société Fujian SBS Zipper Science et Technology Corporation basée à Jinjiang. Contrairement à toutes les autres équipes de la CBA, l'équipe n'avait, à l'origine, aucun surnom de type animal adapté aux anglais. Ils ont depuis commencé à utiliser le nom Sturgeons.
L'équipe de Fujian a fait ses débuts en 2004, et a terminé à la septième et dernière place dans la division Sud.

## Joueurs notables
- Chris Porter (2005, 2006–2010)
- Liu Yudong (2007–2010)
- Zhao Tailong (2007–2010)
- Matt Freije (2008–2009)
- Jelani McCoy (2009–2010)
- Dwayne Jones (2010–2011)
- Andre Emmett (2010–2011)
- Sundiata Gaines (2012–2013)
- Will McDonald (2012–2014)
- Wang Zhelin (2012–)
- Delonte West (2013–2014)
- Samad Nikkhah Bahrami (2013–2014)
- Al Harrington (2014)
- John Lucas III (2014–2015)
- D. J. White (2014–2015)
- Jarrid Famous (2015)
- Fadi El Khatib (2015–2016)
- Dwight Buycks (2015–2016)
- Jeremy Tyler (2015–2016)
- J.J. Hickson (2016–2017)
- Dwight Buycks (2016–2017)
- Sebastian Telfair (2016–2017)
- Russ Smith (2017–2018)
- Mike Harris (2017–2018)
- Amar'e Stoudemire (2019)

## Entraîneurs
- Aaron McCarthy (2004–2010)
- Zhang Degui (2010)
- J. C. Owens (2010–2011)
- Ma Lianbao (2011)
- Casey Owens (2011–2012)
- Tab Baldwin & Nenad Vučinić (2012–2013)
- Zhu Shilong (2013)
- Zhang Degui (2013–2014)
- Judas Prada (2014)
- Zhu Shilong (2014)
- Aleksandar Kesar (2014–2015)
- Cui Wangjun (2015–2016)
- Xu Guijun (2016–2017)
- Fan Bin (2017–2018)
- Zhu Shilong (2018–)